# Фролов, Борис Алексеевич
Бори́с Алексе́евич Фроло́в (1939—2005) — советский и российский историк, археолог, специалист по искусству палеолита. Доктор исторических наук, работал старшим научным сотрудником Института этнографии им. Н. Н. Миклухо-Маклая АН СССР.

## Биография
Родился 21 августа 1939 года в Москве в семье учёных. Отец — Алексей Петрович — и мать — Анна Николаевна Фроловы — работали во Всероссийском институте легких сплавов.
В детстве проявлял интерес к художественному творчеству, так как его дядя — Константин Петрович Фролов — был заслуженным художником России. Окончив школу, в 1956 году поступил на факультет журналистики МГУ. Получив специальность «литературного работника газеты», уехал по распределению в Новосибирск, где начал работать сотрудником газеты «Путь к коммунизму» (1961—1962) и еженедельника Сибирского отделения АН СССР «За науку в Сибири» (1961—1963).
В Новосибирске Фролов познакомился с историком и археологом А. П. Окладниковым, что определило его дальнейший жизненный путь. Вместе с А. П. Окладниковым он начал выезжать в археологические экспедиции. Окончательно решив посвятить себя археологии, в 1963 году Фролов поступил в аспирантуру Института экономики отдела гуманитарных исследований СО АН СССР по специальности «археология и история культуры»; Окладников, работавший в те годы заместителем директора института, стал его научным руководителем. Объектом исследования Фролов избирает искусство эпохи палеолита. в 1966 году он защитил кандидатскую диссертацию на тему «Рациональное содержание искусства в палеолите (по материалам орнамента)».
В 1967 году Фролов вернулся из Новосибирска в Москву и поступил на работу в Институт истории естествознания и техники им. С. И. Вавилова АН СССР. В 1975 году в Новосибирске он защитил докторскую диссертацию «Проблемы первобытного творчества (по материалам историографии палеолитиче-ского искусства Евразии)». С 1980 года был принят в штат Института этнографии АН СССР, где трудился до конца жизни.
Умер 13 января 2005 года.

## Заслуги
Б. А. Фролов — автор 120 научных работ, почётный член ряда зарубежных научных обществ. Основные работы посвящены проблемам истории культуры и генезиса творческой деятельности. Он был также популяризатором науки и многие его статьи публиковались в научно-популярных журналах СССР и России.